# Phrurotimpus minutus
Phrurotimpus minutus is een spinnensoort uit de familie van de Phrurolithidae.
De wetenschappelijke naam van de soort werd in 1892 als Phrurolithus minutus gepubliceerd door Nathan Banks.